# AC-47

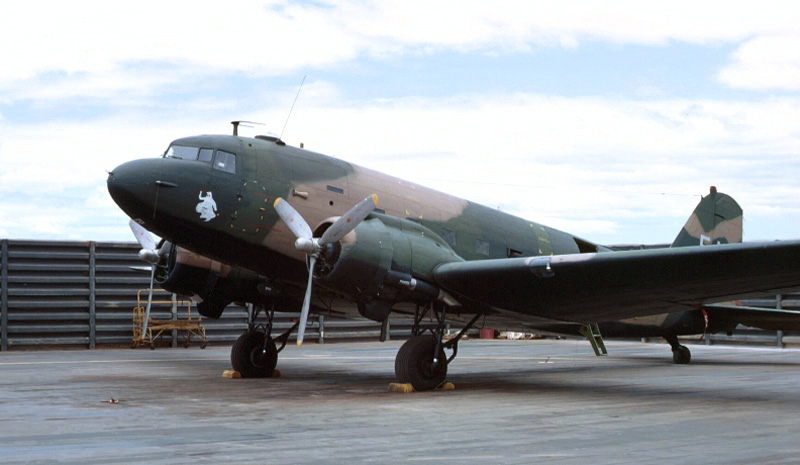
一架隸屬於美國空軍第4特戰中隊的AC-47D

AC-47「幽靈」（AC-47 "Spooky"）是一款由道格拉斯所開發、以C-47運輸機為基礎的中型對地攻擊機。在越戰期間開發的該機種通常被用作密接空中支援用途，是一系列「空中砲艇」（Gunship）的首創之作。除了正式代號「Spooky」外，它因搭載M134迷你砲機槍、渾名「噴火神龍」（Puff, the Magic Dragon）。

## 設計和開發
美國空軍在C-47的兩個窗開口上，以及所有左側的貨艙門上安裝3挺7.62毫米六管機槍，其主要功能是為地面部隊實行近距空中支援（密接支援），可以提供綿密的火網支援（有效火力覆蓋約為一個平均直徑47.5公尺的微橢圓面）。

## 越戰時的評價
砲艇機的設計概念在實戰測試中得到驗證也獲得駐越美軍的尊敬與仰賴。

## 使用國

### 服役中
哥伦比亚
- 哥倫比亞空軍

 薩爾瓦多
- 薩爾瓦多空軍

### 已退役
柬埔寨
- 柬埔寨皇家空軍

 印度尼西亞
- 印度空軍曾經操作過幾架以民用型C-47改裝而成的空中砲艇

- 寮國皇家空軍

 菲律賓
- 菲律賓空軍

 羅德西亞
- 羅德西亞空軍曾經操作過幾架在當地進行改裝的C-47，作為空中砲艇使用

 南非
- 南非空軍

 越南共和国
- 越南共和國空軍

 美国
- 美國空軍

 泰國
- 泰國皇家空軍